# Грязная (Нижегородская область)
Грязна́я — деревня в составе городского округа город Выкса Нижегородской области, входящая в административно-территориальное образование рабочий посёлок Ближне-Песочное.

## География
Деревня расположена в 3 км на запад от города Выкса.

## История
В конце XIX — начале XX века деревня входила в состав Шиморской волости Меленковского уезда Владимирской губернии, с 1921 года — в составе Выксунского уезда Нижегородской губернии. В 1859 году в деревне числилось 56 дворов, в 1905 году  — 165 дворов. 
С 1929 года деревня являлась центром Грязновского сельсовета Выксунского района Горьковского края, с 1936 года — в составе Горьковской области, с 1965 года в составе Ближнепесочинского поссовета.
С 2004 года деревня в составе городского поселения рабочий поселок Ближне-Песочное, с 2011 года деревня входит в состав городского округа город Выкса.

## Население
| 1859 | 1897 | 1905 | 1999 | 2002 | 2010 |
| ---- | ---- | ---- | ---- | ---- | ---- |
| 470  | ↗774 | ↗930 | ↘904 | →904 | ↘803 |